# Kay Wuschek
Kay Wuschek (* 1963 in Aschersleben) ist ein deutscher Theaterregisseur, Dramaturg und Intendant.

## Leben
Mit 6 Jahren stand Wuschek selber zum ersten Mal in Aschersleben im Stück „Lysistrata“ von Aristophanes auf der Bühne. Auf den 20. Arbeiterfestspielen der DDR 1984 wurde er als bester männlicher Amateurdarsteller ausgezeichnet. Von 1986 bis 1991 studierte Wuschek an der Humboldt-Universität zu Berlin Theaterwissenschaften und Kulturelle Kommunikation. Während des Studiums leitete er das Hoftheater Prenzlauer Berg in Berlin und arbeitete als Dramaturg und Regieassistent am bat Berlin und am Mecklenburgischen Staatstheater Schwerin.
Von 1990 bis 1999 arbeitete Wuschek als Dramaturg, Autor, Übersetzer und Regisseur an den Freien Kammerspielen Magdeburg. In dieser Zeit inszenierte er unter anderem Schule mit Clowns von Friedrich Karl Waechter und Ausflug mit Clowns. Außerdem führte er Regie bei Die Liebe zu den drei Orangen von Carlo Gozzi und MEDEAmomente nach Euripides, Grillparzer, Corneille und anderen.
1991 bis 2000 leitete Wuschek das Projekt „theater 2. fall“ in Magdeburg, in dessen Rahmen er unter anderem Wir Afrikaner – Szenen aus dem Deutschen Hinterland, Blaubart von Georg Trakl und Kleistfragment von Stefan Schütz inszenierte. Weitere Inszenierungen waren Die Gäste von Stanislaw Przybyszewski, Miß Sara Sampson von G. E. Lessing sowie Puppenspiel von Franz Jung und Die Geschichte von Ak und der Menschheit von Jefin D. Sosulja. 1994 inszenierte er Heiner Müllers Der Auftrag als russische Erstaufführung am Theater Knam in Komsomolsk am Amur. 1997 arbeitete er als Regisseur der Group O in Paris und inszenierte Barbe bleu von Georg Trakl.
1999 bis 2000 war er Dramaturg des „Faust-Projekts“ unter der Leitung Peter Steins anlässlich der Expo 2000 in Hannover. Anschließend arbeitete als Leitender Dramaturg zwei Spielzeiten am Thalia Theater Halle und in der gleichen Zeit als Schauspieldozent im Studio Leipzig am Schauspiel Leipzig. 2003 inszenierte Wuschek am Landestheater Tübingen Das Ende ist der Anfang... nach Geschichten aus dem Sanatorium von Bruno Schulz und brachte Fichte von Katharina Gericke zur Uraufführung. Von 2003 bis 2005 arbeitete Wuschek als Dramaturg und Regisseur am Stadttheater Aachen und inszenierte dort Peer Wittenbols deutsche Erstaufführung Kolostrum und Kai Hensels Welche Droge passt zu mir?
Von 2005 bis zu seinem Rücktritt aus gesundheitlichen Gründen im Jahr 2019, war Kay Wuschek Intendant des Theaters an der Parkaue in Berlin. Seit 2021 ist er freischaffend im Bereich Kultur, Kunst und Theater in Österreich, Deutschland und Luxemburg aktiv.

## Inszenierungen (Auswahl)
- Ursel/Jacky von Guy Krneta
- Die Regentrude von Theodor Storm
- Der Schimmelreiter von Theodor Storm
- Kabale und Liebe von Friedrich Schiller
- Die Räuber von Friedrich Schiller
- Der Gärtner und die Herrschaft von Hans Christian Andersen
- Transit von Anna Seghers
- Frau Jenny Treibel nach Theodor Fontane
- Grete Minde nach Theodor Fontane
- Klein Zaches genannt Zinnober von E.T.A. Hoffmann
- Nicht Chicago. Nicht hier. von Kirsten Boie
- Nathan der Weise von Gotthold Ephraim Lessing
- Miss Sara Sampson von Gotthold Ephraim Lessing
- Emilia Galotti von Gotthold Ephraim Lessing
- Madame Köpenick von Guy Helminger

In Koproduktion mit den Festspielen Bad Hersfeld entstand die Inszenierung Die Brüder Löwenherz von Astrid Lindgren. In Koproduktion mit dem Volkstheater Rostock inszenierte er Der Schimmelreiter nach Theodor Storm, Brechts Leben des Galilei und Hamlet von Shakespeare. 2013 inszenierte er in Surgut Ein Fuchs reißt Kaninchen von Juliane Kann. Seine Inszenierung von Schrödinger, Dr. Linda und eine Leiche im Kühlhaus nach dem gleichnamigen Roman von Jan De Leeuw hatte 2014 Premiere. Außerdem inszenierte er Friedrich Schillers Die Räuber sowie Kurpins Der Elefant.
Wuschek wurde mit seinen Inszenierungen zu verschiedenen Festivals eingeladen, etwa zum Norddeutschen Theatertreffen sowie internationalen Festivals in Glasgow, in der Udmurtischen Autonomen Republik und in St. Louis. Außerdem wurde er in nationale und internationale Jurys berufen und arbeitete für verschiedene Festivals, beispielsweise in Linz für das Schäxpir-Theaterfestival oder das Festival Momix in Kingersheim.

## Kontroverse
Im Juli 2019 wurde öffentlich, dass im Jahr 2018 die afrodeutsche Schauspielerin Maya Alban-Zapata eine Produktion am Theater an der Parkaue verlassen hatte, weil sie rassistische Diskriminierungen gegen ihre Person nicht mehr aushielt. Dem Intendanten Kay Wuschek, der nicht an der Inszenierung beteiligt war, wurde später vorgeworfen, zu spät und zu geringfügig Konsequenzen aus dem Vorfall gezogen zu haben. Wuschek äußerte sich dahingehend, dass zu keinem Zeitpunkt in Zweifel gezogen worden sei, dass die Gastschauspielerin verletzt wurde. Dem Regisseur sei im Juli 2018 eine fünfseitige Abmahnung erteilt worden, in der das Wesen von Alltagsrassismen aufgeschlüsselt worden sei.

## Sonstiges Engagement
2002 war Wuschek Mitglied der Jury für den Deutschen Kinder- und Jugendtheaterpreis. 2004 und 2005 war er Mitorganisator und Mitglied der künstlerischen Leitung der flämisch-niederländisch-deutschen „TheaterAutorenTage“ in Aachen. Seit 2005 ist er Mitglied der Intendantengruppe des Deutschen Bühnenvereins und Mitglied des Internationalen Theaterinstituts. Seit 2006 ist er Mitglied im Rat für die Künste Berlin. 2010 bis 2014 war er Sprecher für den Rates für die Künste. 2007 war er Jurymitglied des Bundeswettbewerbes „Die Idee“ – zum Schutze des geistigen Eigentums und Jurymitglied beim Karneval der Kulturen in Berlin. 2009 war er Jurymitglied beim 21. Internationalen Festival für Experimentelles Theater in Kairo. Seit 2009 ist Wuschek Vizepräsident des Internationalen Theaterinstituts und Mitglied im Künstlerischen Ausschuss des Deutschen Bühnenvereins. 2010 bis 2011 hat er als Jurymitglied in der Sparte Kinder- und Jugendtheater den Theaterpreis „Faust“ verliehen. 2012 lehrte Wuschek an der Hochschule für Musik und Theater Rostock als Gastdozent für Schauspiel. 2013 war er Mitglied der internationalen Delegation zum Israelischen Festival des Kinder- und Jugendtheaters in Tel Aviv.

## Übersetzungen
Wuschek übersetzte aus dem Bulgarischen unter anderem mit Stella Petkow Persifedron von Konstantin Pawlow, erschienen 1997. Außerdem übersetzte er Pavlovs Rebellion am Sonntag und Vögel, sowie Es bleiben nur Barbaren. Ebenfalls mit Petkow übersetzte Wuschek aus dem Polnischen Kleine Pastorale – Pastoralki von Titus Czyszewski; die Erstaufführung fand 1998 am Städtischen Puppentheater Magdeburg statt, sowie aus dem Kroatischen Das Geheimnis des George Washington von Miro Gavran.

## Veröffentlichungen
Wuschek veröffentlichte unter anderem im Theater der Zeit, Die Deutsche Bühne, Ixypsilonzett, „Off & Spiel“, im Sammelband Kindertheater, Jugendtheater – Perspektiven einer Sparte, sowie für „Offensive Kulturelle Bildung Berlin“ und „Ort der Augen. Blätter für Literatur“.